# Piscis
|  | Denne artikel er oprettet af botten PalnaBot ud fra en ekstern database. Den kan derfor have sproglige fejl eller mangler. Denne skabelon kan fjernes efter kontrol af indholdet. |

Piscis er en eksperimentalfilm instrueret af Audrius Mickevicius efter manuskript af Audrius Mickevicius.

## Handling
Piscis (Fisk). Fisk kan betyde begyndelse, dårskab, hav, sol, det onde, tro, død, renhed, Kristus, fallos, kvindelighed, ødelæggelse, udødelighed, genopstandelse, dåb, seksualitet, forplumring, grådighed, liv etc...